# Raamsdonksveer

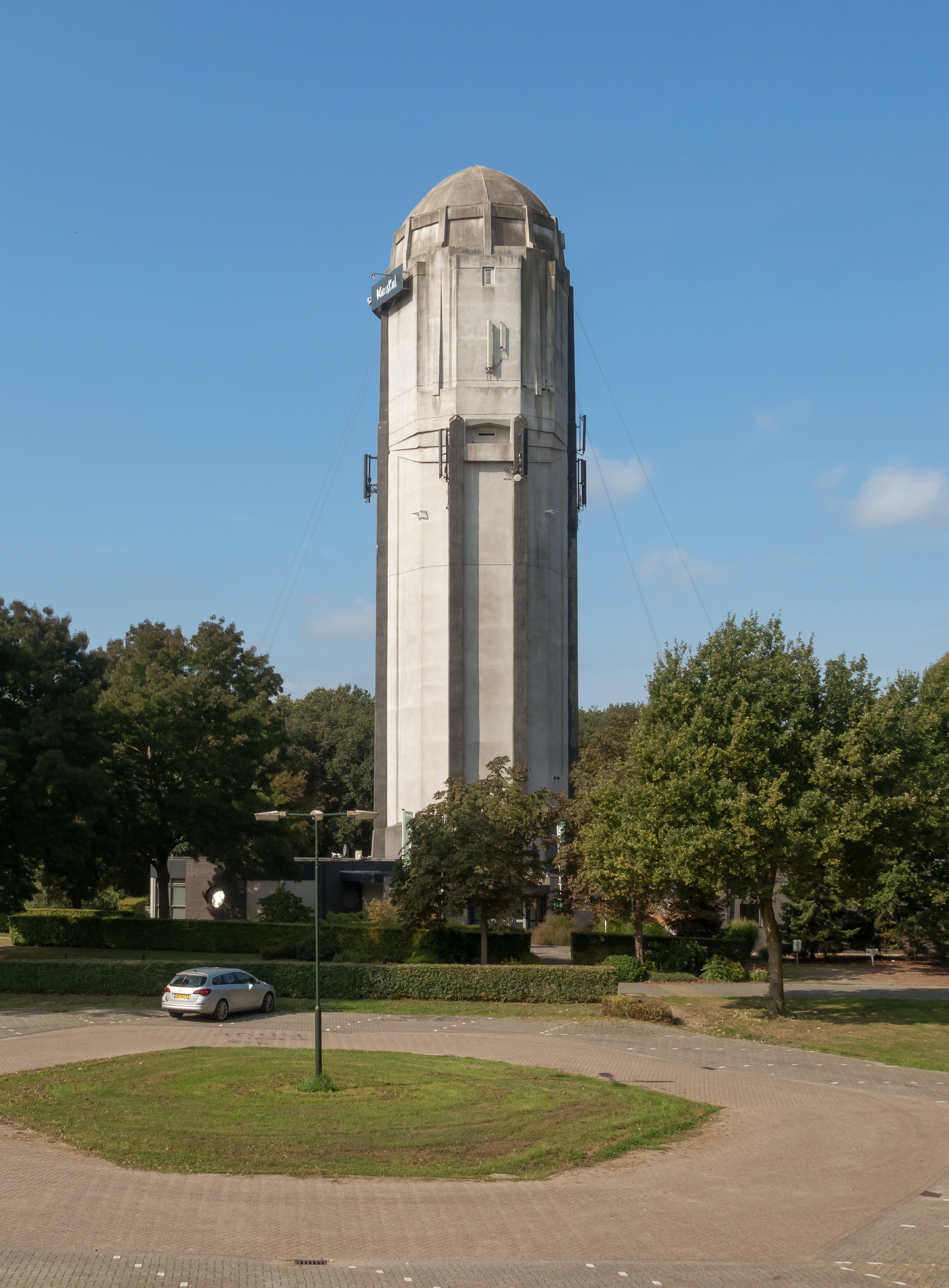
Le château d'eau

Raamsdonksveer (en veerois : Ut Fèr, littéralement « La Plume ») est un village situé dans la commune néerlandaise de Mont-Sainte-Gertrude (Geertruidenberg en néerlandais), dans la province du Brabant-Septentrional.
Le 1er janvier 2012, Raamsdonksveer comptait 12 345 habitants.